# Yigoga spissilinea
Yigoga spissilinea là một loài bướm đêm trong họ Noctuidae.